# Kärlekens decimaler (roman)
Kärlekens decimaler är en roman skriven av Gösta Gustaf-Janson och utgiven 1959. Boken  filmatiserades 1960.

## Handling
Kärlekens decimaler var kanske den första svenska golfromanen.

 Familjens svarta får Charlie återvänder efter många år utomlands och hamnar i ett villaområde utanför Stockholm.